# Новоградка (Омская область)
Новоградка — деревня в Калачинском районе Омской области России. Входит в состав Репинского сельского поселения.

## История
Основана в 1913 году. В 1928 году посёлок Новгородский состоял из 28 хозяйств, основное население — чехи. В составе Репинского сельсовета Крестинского района Омского округа Сибирского края.

## Население
| 2002 | 2010 |
| ---- | ---- |
| 298  | ↘238 |